# 쩐 헌종
쩐 헌종(베트남어: Trần Hiến Tông / 陳憲宗, 1319년 6월 5일(음력 5월 17일) ~ 1341년 7월 24일(음력 6월 11일))은 베트남 쩐 왕조의 제6대 황제(재위 : 1329년 ~ 1341년)이다. 이름은 쩐브엉(베트남어: Trần Vượng / 陳旺 진왕)이다. , 칭호는 철황(Triết Hoàng/哲皇)이다. 절일은 회천절(會天節)이다.

## 생애
1319년 (6월 5일), 명종(明宗)과 영자원비(英姿元妃) 황자로 태어났다.
1328년, 동궁태자(東宮太子)로 봉하엿으며, 이듬해 2월 7일(3월 7일), 황태자로 책봉되었다.
1329년 2월 15일(3월 15일), 아버지 명종이 헌종에게 양위하고 태상황이 되었으며, 실권은 태상황인 아버지 명종이 쥐고 있었다. 
1341년 6월 11일(7월 24일), 향년 23세(만 22세)의 나이로 아버지보다 먼저 사망하면서, 볼 만한 치적은 거의 없다. 뒤를 이어서 어린 동생인 황자 쩐하오가 제위에 올랐다.

## 존호, 시호, 묘호, 능호
재위 시 존호는 체원어극예성지효황제(Thể Nguyên Ngự Cực Duệ Thánh Chí Hiếu Hoàng Đế/體元御極睿聖至孝皇帝)이다.
묘호는 헌종(Hiến Tông/憲宗)이며, 능호는 안릉(An Lăng/安陵)이다.

## 가족관계

### 부모
- 부친 : 명종황제(Minh Tông Hoàng Đế/明宗皇帝) 쩐마인(Trần Mạnh/陳奣/진앵)
- 모친 : 명자황태비(Minh Từ Hoàng Thái Phi/明慈皇太妃) 여씨(Lê Thị/黎氏)

### 후비
- 신비(Thần Phi/宸妃) 진씨(Trần Thị/陳氏) - 혜숙왕(惠肅王)의 장녀이자 의성황후(儀聖皇后)의 언니. 혼인하기 전에 호칭은 현정공주(Hiển Trinh Công Chúa/顯貞公主)

## 기년
| 헌종        | 원년            | 2년        | 3년        | 4년        | 5년        | 6년        | 7년        | 8년        | 9년        | 10년       |
| ----------- | --------------- | ---------- | ---------- | ---------- | ---------- | ---------- | ---------- | ---------- | ---------- | ---------- |
| 서력 (西曆) | 1329년          | 1330년     | 1331년     | 1332년     | 1333년     | 1334년     | 1335년     | 1336년     | 1337년     | 1338년     |
| 간지 (干支) | 기사(己巳)      | 경오(庚午) | 신미(辛未) | 임신(壬申) | 계유(癸酉) | 갑술(甲戌) | 을해(乙亥) | 병자(丙子) | 정축(丁丑) | 무인(戊寅) |
| 연호 (年號) | 개우(開佑) 원년 | 2년        | 3년        | 4년        | 5년        | 6년        | 7년        | 8년        | 9년        | 10년       |
| 헌종        | 11년            | 12년       | 13년       |            |            |            |            |            |            |            |
| 서력 (西曆) | 1339년          | 1340년     | 1341년     |            |            |            |            |            |            |            |
| 간지 (干支) | 기묘(己卯)      | 경진(庚辰) | 신사(辛巳) |            |            |            |            |            |            |            |
| 연호 (年號) | 11년            | 12년       | 13년       |            |            |            |            |            |            |            |